# Коньково-Деревлёво (муниципальный округ)
Конько́во-Деревлёво — бывший муниципальный округ Москвы, просуществовавший с 1991 года по 1995 год. Позже его территория была включена в состав нового района «Коньково».
Муниципальный округ получил своё название по району массовой жилищной застройки Коньково-Деревлёво, расположившемуся на месте снесённых деревень Коньково-Троицкое, Коньково-Сергиевское и Деревлёво.

## История
В 1991 году в Москве была проведена административная реформа, в ходе которой была отменена старая система деления на районы и введено разделение на административные округа. В составе Юго-Западного административного округа был создан временный муниципальный округ «Коньково-Деревлёво». При этом первоначально его планировалось назвать Коньково-Верёвкино.
После принятия 5 июля 1995 году закона «О территориальном делении города Москвы» территория временного муниципального округа «Коньково-Деревлёво» была включена в состав нового района Москвы «Коньково».

## Границы муниципального округа
Согласно распоряжению мэра Москвы «Об установлении временных границ муниципальных округов Москвы» граница муниципального округа «Коньково-Деревлёво» проходила:
От пересечения ул. Бутлерова с ул. Академика Волгина по ул. Бутлерова до пересечения с Севастопольским проспектом по Севастопольскому проспекту до ул. Островитянова, по ул. Островитянова до пересечения с ул. Академика Капицы, по ул. Академика Капицы до Профсоюзной улицы, по Профсоюзной улице до пересечения с ул. Островитянова, по ул. Островитянова до пересечения с ул. Академика Волгина, по ул. Академика Волгина до пересечения с ул. Бутлерова.